# 아미, 라 니냐 데 라 모칠라 아술
《아미, 라 니냐 데 라 모칠라 아술》(스페인어: Amy, la niña de la mochila azul)은 2004년 방영된 멕시코의 텔레노벨라이다.

## 같이 보기
- 다나 파올라